# کلمبیا (سن‌دیگو)
کلمبیا (به انگلیسی: Columbia) یک منطقهٔ مسکونی در ایالات متحده آمریکا است که در سن دیگو واقع شده‌است. کلمبیا ۳٬۷۷۲ نفر جمعیت دارد.